# Arab Reporters for Investigative Journalism
Arab Reporters for Investigative Journalism (ARIJ) ist eine von Rana Sabbagh gegründete Organisation mit Sitz in Amman.

## Zielsetzung
Arab Reporters for Investigative Journalism bildet Journalisten aus, die sich in der arabischen Welt mit investigativem Journalismus befassen wollen. Ein von Unicef gefördertes Handbuch definiert investigativen Journalismus und wurde in 14 Sprachen übersetzt. Die Organisation arbeitet mit internationalen Medien zusammen, darunter der Süddeutschen Zeitung, Correctiv, der Deutschen Welle, der BBC und der englischen Al Jazeera, jedoch nicht der arabischen Al Jazeera.
Im Rahmen der Frankfurter Buchmesse erhielt die Organisation 2018 den von der Friedrich-Naumann-Stiftung für die Freiheit vergebenen Raif Badawi Award der Journalisten ehrt, die sich in Erinnerung an das Schicksal Raif Badawis in der muslimischen Welt für Freiheitsrechte einsetzen.